# Zjednoczeni Chrześcijańscy Demokraci
Zjednoczeni Chrześcijańscy Demokraci (wł. Cristiani Democratici Uniti, CDU) – włoska chadecka partia polityczna, działająca w latach 1995–2002.

## Historia
Partia została założona z inicjatywy lidera Włoskiej Partii Ludowej, Rocca Buttiglione, który opowiedział się za bliską współpracą z nowymi siłami na prawicy, w szczególności z Forza Italia Silvia Berlusconiego. Gdy koncepcja ta nie zyskała aprobaty wewnątrz PPI, wraz ze swoimi stronnikami (wśród których był m.in. Gianfranco Rotondi) powołał nową formację – UDC.
Do Izby Deputowanych w 1996 i 2001 partia wprowadzała regularnie po około 15 posłów, w Senacie w tym okresie była reprezentowana przez parunastu swoich polityków. W 1999 do Parlamentu Europejskiego weszło dwóch jej kandydatów.
Od początku chadecy współpracowali z centroprawicą, tworząc wspólne listy z Centrum Chrześcijańsko-Demokratycznym. W 1998 Rocco Buttiglione zdecydował się jednak wesprzeć nowy rząd centrolewicy z Massimem D’Alemą na czele. Jego UDC weszła wówczas do nowego ugrupowania, Unii Demokratycznej na rzecz Republiki, tworzonej przez Francesca Cossigę i Clemente Mastellę. Przeciwnicy tej decyzji (głównie z Lombardii, Piemontu i Wenecji) z Roberto Formigonim na czele przeszli wtedy do Forza Italia.
Jednocześnie w po konfliktach wewnątrz UDR, już na początku 1999 Rocco Buttiglione opuścił tę federację, a następnie powrócił do poprzedniej koalicji. Po zwycięstwie Domu Wolności w 2001, lider UDC został ministrem w rządzie Silvia Berlusconiego.
W 2002 CCD i UDC wraz z mniejszymi środowiskami zjednoczyły się, tworząc Unię Chrześcijańskich Demokratów i Centrum.
Sekretarzem i liderem partii był przez cały okres jej funkcjonowania Rocco Buttiglione. Formalną funkcję przewodniczącego pełnili Roberto Formigoni i po reaktywacji z 1999 Mario Tassone.